# Анна Амалия фон Крихинген
Анна Амалия фон Крихинген (на немски: Anna Amalie von Criechingen; † 1676) е графиня от Крихинген-Пютлинген в Елзас-Лотарингия и чрез женитба графиня на Еберщайн, господарка на замъка Ной Еберщайн при Гернсбах (в Баден-Вюртемберг).

## Произход
Тя е дъщеря на имперски граф Петер Ернст II фон Крихинген-Пютлинген († 1633) и съпругата му графиня Анна Сибила фон Насау-Вайлбург († ок. 1643), дъщеря на граф Албрехт фон Насау-Вайлбург (1537 – 1593) и графиня Анна фон Насау-Диленбург (1541 – 1616), сестрата на княз Вилхелм Орански.
Сетра ѝ Анна Мария фон Крихинген (1614 – 1676) е наследничка на Пютлинген, омъжена 1644 г. за вилд- и рейнграф Йохан Георг фон Залм-Нойфвил (1580 – 1650), и 1656 г. за граф Лудвиг фон Золмс-Браунфелс (1614 – 1676).

## Фамилия
Първи брак: на 7 май 1636 г. в Мец, Франция, се омъжва за граф Йохан Фридрих фон Еберщайн (* 10 януари 1611; † 5 февруари 1647 на 36 години), господар на Ной-Еберщайн, син на граф Йохан Якоб II фон Еберщайн († 1647) и втората му съпруга Магарета фон Золмс-Лаубах († 1635). Те имат пет деца:
- Йохан Лудвиг фон Еберщайн (* 17 юни 1637; † 30 юни 1637)
- Ернст Фридрих фон Еберщайн (* 30 март 1638; † 25 април 1638)
- Казимир фон Еберщайн (* 29 април 1639; † 22 октомври (декември) 1660), граф на Еберщайн, господар на Фрауенберг, женен на 5 май 1660 г. в Идщайн за графиня Мария Елеонора фон Насау-Вайлбург (* 12 август 1636; † 16 декември 1678)
- Сибила фон Еберщайн (* 23 септември 1640; † 5 март 1647)
- Агата фон Еберщайн (* 29 май 1646; † 16 юни 1646)

Втори брак: с граф Каспар Бернхард II фон Рехберг (1588 – 1651), негова четвърта съпруга.